# University and College Union
La University and College Union (UCU) est le principal syndicat britannique pour les travailleurs dans l'enseignement supérieur. En 2020, il représentait plus de 120 000 membres.

## Histoire
UCU est fondé en 2006 par la fusion de l'Association of University Teachers (en) et la National Association of Teachers in Further and Higher Education (en). Pendant la première année de son existence, les secrétaires généraux de ces deux syndicats, Sally Hunt et Paul Mackney, dirigèrent conjointement. Sally Hunt fut ensuite élue unique secrétaire générale en 2007 (Paul Mackney ne s'étant pas présenter pour des raisons de santé). Elle resta à ce poste jusqu'en 2019, après avoir été réélue deux fois, lorsqu'elle est remplacée par Jo Grady.
UCU a été le principal syndicat organisant les grèves dans l'enseignement supérieur de 2013 et de 2019-2020.
En octobre 2021, après que Kathleen Stock, professeur de philosophie à l’université du Sussex, militante féministe et lesbienne, considérée comme « critique du genre », a subi une campagne étudiante exigeant son licenciement, la section du Sussex de l'University and College Union exhorte la direction de l'université à « adopter une position claire et ferme contre la transphobie à Sussex » et à entreprendre une enquête sur la « transphobie institutionnelle ». La déclaration de l'UCU, qui n'a pas nommé Stock, est intervenue cinq jours seulement après une manifestation contre Stock sur le campus près de Brighton, y compris des affiches anonymes accusant Stock de transphobie et appelant à son limogeage. Cependant, l'université a déclaré qu'elle n'accepterait pas l'appel du syndicat à une enquête. L'UCU déclare qu'il est « un partisan fier et sans équivoque des droits des trans et fait écho aux appels de la branche de l'UCU Sussex pour que l'université associe sa position ferme sur la liberté académique à une position tout aussi ferme sur l'inclusion des trans. »
À la suite de cette campagne de harcèlement, 200 universitaires décident de signer une tribune dans le Sunday Times pour dénoncer une « culture de la peur » et la complicité passive des universités,. Les professeurs dénoncent l’emprise et la violence du mouvement « woke » au sein des universités britanniques concernant les questions de transidentité. L’ampleur de la campagne contre Kathleen Stock est telle que la police a conseillé à la professeur de s’entourer de garde du corps et d’installer des caméras de vidéosurveillance chez elle.

## Positions
UCU s'oppose à la privatisation de l'enseignement supérieur, et à la précarisation du personnel universitaire (notamment l'utilisation croissante de contrats temporaires pour employer des enseignants, tuteurs ou chercheurs).

## Secrétaires généraux
- 2006-2007: Sally Hunt et Paul Mackney
- 2007-2019: Sally Hunt
- 2019: Jo Grady